# 福岡県道136号入部中原停車場線・佐賀県道136号早良中原停車場線
福岡県道136号入部中原停車場線・佐賀県道136号早良中原停車場線（ふくおかけんどう136ごう いるべなかばるていしゃじょうせん・さがけんどう136ごう さわらなかばるていしゃじょうせん）は、福岡県福岡市早良区から佐賀県三養基郡みやき町に至る一般県道である。

## 概要
福岡県福岡市早良区東入部8丁目から佐賀県三養基郡みやき町大字原古賀に至る。
福岡県では「入部中原停車場線」、佐賀県では「早良中原停車場線」と、2県で路線名が異なっている。
福岡県福岡市早良区中央部にある国道263号から分かれて南東に延び、脊振山地を縦走して佐賀県三養基郡みやき町に至る。五ケ山ダム付近では福岡県と佐賀県の県境付近となり、全区間を通ると途中で県境を3回またぐ事になる。
五ケ山ダム周辺ではダム工事に伴い旧道が水没したため付替道路が建設、完成している。しかし、福岡県側に入って再び峠を超えて佐賀県に入る手前の部分（七曲峠）が1車線未満の未改良狭隘道路で全面通行止めとなっているため、全区間の通行は不可能となっている。
また全線にわたり山間部で台風や豪雨災害によって、しばしば大きな道路崩落、崖崩れが起こり通行止めになりやすい。
また付替道路は形式上、一部には国道385号の付替道路との共用区間を挟む。

### 路線データ
- 起点：福岡県福岡市早良区東入部8丁目（早良平尾交差点、国道263号交点）
- 終点：佐賀県三養基郡みやき町大字原古賀（JR九州長崎本線 中原駅前）

## 路線状況

### 重複区間
- 福岡県道56号福岡早良大野城線（福岡県福岡市早良区脇山1丁目 - 福岡市早良区大字脇山・大門交差点）
- 国道385号（佐賀県神埼郡吉野ヶ里町松隈 - 福岡県那珂川市大字五ケ山）
- 国道34号（佐賀県三養基郡みやき町大字簑原・中原橋交差点 - 三養基郡みやき町大字原古賀・三養基高校入口交差点）

### 道路施設

#### 橋梁
- 福岡県
  - 主基橋（小笠木川、福岡市早良区）
  - 楔橋（椎原川、福岡市早良区）
  - 椎原橋（椎原川、福岡市早良区）
  - 荒谷橋（荒谷川、福岡市早良区）
  - 八畝原橋（福岡市早良区）
  - 後川橋（後川、福岡市早良区）
  - よこたばし（山添川、福岡市早良区）
  - 板谷橋（板谷川、福岡市早良区）
- 佐賀県
  - 那珂川大橋（那珂川、神埼郡吉野ヶ里町 - 福岡県那珂川市）
  - 政所橋（寒水川、三養基郡みやき町）
  - 中原橋（寒水川、三養基郡みやき町、国道34号重複区間内）

#### トンネル
- 福岡県
  - 五ヶ山トンネル：延長315 m、2011年（平成23年）竣工、那珂川市

## 地理

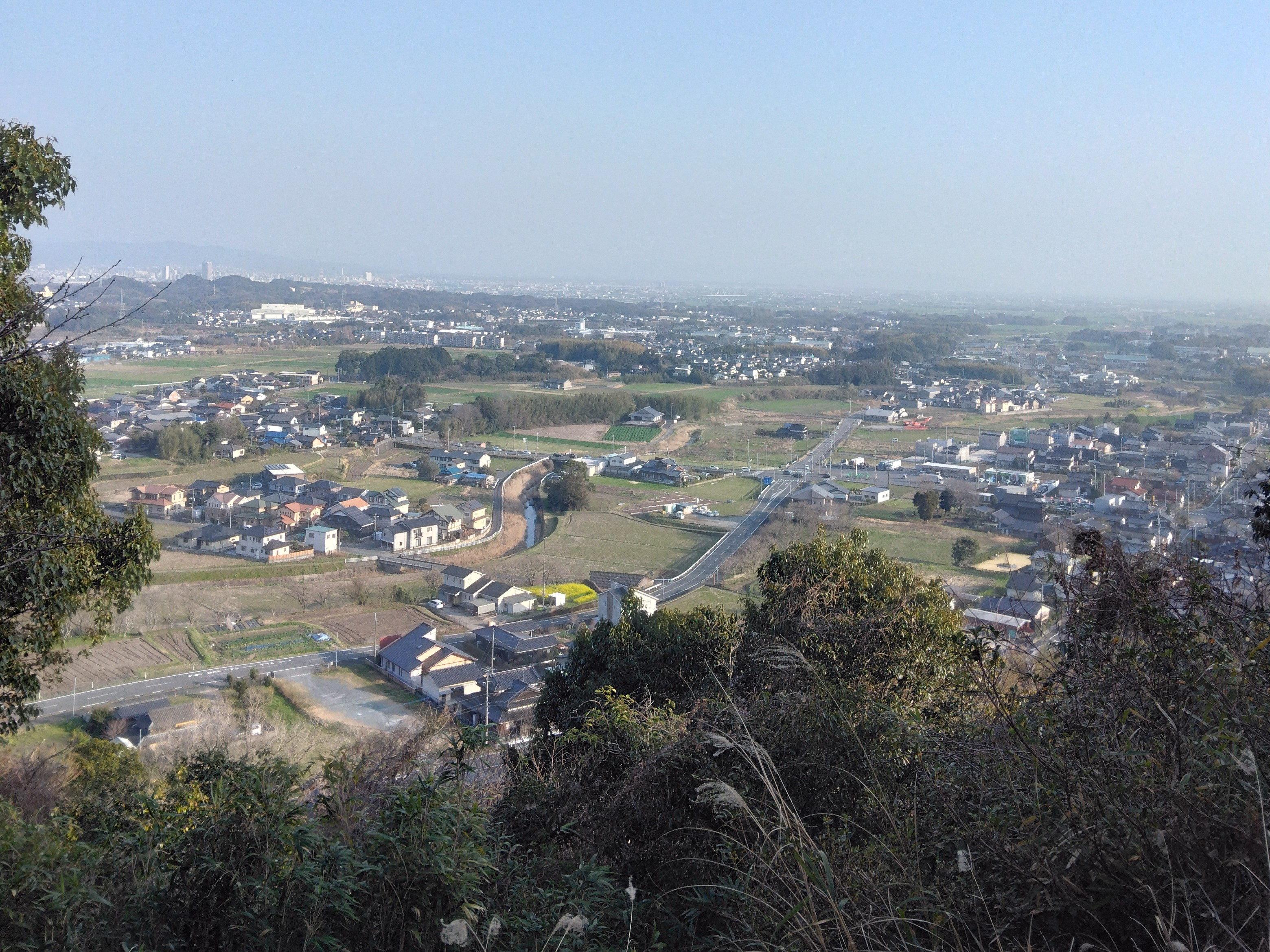
佐賀県三養基郡みやき町原古賀から南方の寒水川と並走する区間

### 通過する自治体
- 福岡県
  - 福岡市（早良区）
- 佐賀県
  - 神埼郡吉野ヶ里町
- 福岡県
  - 那珂川市
- 佐賀県
  - 三養基郡みやき町

### 交差する道路
| 交差する道路                                      | 都道府県名 | 市町村名 | 市町村名   | 交差する場所 | 交差する場所          |
| ------------------------------------------------- | ---------- | -------- | ---------- | ------------ | --------------------- |
| 国道263号                                         | 福岡県     | 福岡県   | 早良区     | 東入部8丁目  | 早良平尾交差点 / 起点 |
| 福岡県道56号福岡早良大野城線 重複区間起点         | 福岡県     | 福岡県   | 早良区     | 脇山1丁目    |                       |
| 福岡県道56号福岡早良大野城線 重複区間終点         | 福岡県     | 福岡県   | 早良区     | 大字脇山     | 大門交差点            |
| 国道385号 重複区間起点                            | 佐賀県     | 神埼郡   | 吉野ヶ里町 | 松隈         |                       |
| 国道385号 重複区間終点                            | 福岡県     | 那珂川市 | 那珂川市   | 大字五ケ山   |                       |
| 佐賀県道31号佐賀川久保鳥栖線                      | 佐賀県     | 三養基郡 | みやき町   | 大字原古賀   | 綾部東交差点          |
| 国道34号 重複区間起点 佐賀県道336号中原鳥栖線     | 佐賀県     | 三養基郡 | みやき町   | 大字簑原     | 中原橋交差点          |
| 国道34号 重複区間終点 佐賀県道280号中津隈原古賀線 | 佐賀県     | 三養基郡 | みやき町   | 大字原古賀   | 三養基高校入口交差点  |

### 交差する鉄道
- 長崎本線

### 沿線
- 福岡市立脇山小学校
- 福岡市立背振少年自然の家
- 五ケ山ダム
- 山水カントリークラブ
- 鳥栖警察署 中原駐在所
- みやき町立中原中学校
- 風の館
- 佐賀県立三養基高等学校
- 肥前中原郵便局
- みやき町役場
- JR九州長崎本線 中原駅

### 沿線ガイド

#### 福岡県福岡市早良区
起点の早良平尾交差点から住宅地の中を進む。途中で福岡県道56号福岡早良大野城線と合流するがすぐに大門交差点で右折して分かれ南進する。福岡市立脇山小学校の前を過ぎ、右にカーブしてしばらく進むと道幅が狭くなり、山間部へと入る。
左にカーブして再び南東に向きを変え、脊振変電所に至る道路との交差点を過ぎると、急勾配とつづら折れの続く山道となる。次の佐賀県吉野ヶ里町までの区間は、部分的に拡幅され2車線化されている区間もあるが、ほとんどが1.5 - 1車線の狭隘区間である。
板屋峠を越えると下り坂となり、板屋の集落に至る。板屋ふるさと館の前で道路が二手に分かれており、右折して進む狭い道が県道となっている。車で通行する場合は左折（道なり）して県道からいったん外れ、集落の東側を通る2車線の道路を通ったほうが通りやすい。この分かれ道の東側には脊振ダムがある。集落を抜け、福岡市立背振少年自然の家から脊振キャンプ場（休廃業）を過ぎると、県境を越えて佐賀県吉野ヶ里町に入る。県境付近は1.5車線である。
平成30年7月豪雨により椎原 - 板屋間で大規模な路面崩落が2ヶ所発生し当分の間この区間は全面通行止めとなっていたが2019年（平成31年）4月26日に復旧した。

#### 佐賀県神埼郡吉野ヶ里町
同町に入ると程なく五ケ山豆腐店に差し掛かるがその手前で左折すると那珂川市道東小河内1号線（こちらも中規格2車線付替道路）に、道なりでは五ケ山ダム工事により整備された付替道路に入る。なお、斜め左方向は県道旧道でありその先はダム水没のため行き止まりとなっている。付替道路の区間は、水没旧道よりも上方の中腹にあり中規格の2車線新道となっている。突き当りが、同じく国道385号付替道路との丁字路交差点となる。形式上は、ここから左折して北上するのが正式ルートである。ただし、最短ルートでは右折南下し、東脊振トンネル手前で左折しダム湖橋梁を渡る方となる。
旧道は（水没）、同町の松隈東小河内の村落北東部を県境（那珂川南岸）に沿って南東に進んだ。山間部の等高線沿いの道で、町内全域にわたり急カーブや急勾配は少ないが1.5車線程度の狭隘路であった。国道385号旧道（水没）との交差点のすぐ手前が県境（佐賀橋を渡ると那珂川町（当時））となっていた。

#### 福岡県那珂川市
五ケ山ダム工事により付替道路が整備された。国道385号との共用区間は新設の佐賀大橋を渡ると福岡県側に入る。山間をうねる高規格設計であり、U字ループもある区間の途中の丁字路交差点を左折すると、本県道の付替道路に入る。この区間は中規格の2車線新道となっており、数個のトンネルや道路橋を経て、改良道の途中を左折し外れると、みやき町方面に至る狭隘未改良道路（七曲峠）に至る。ただし、現在七曲峠が改良整備工事中のため改良道から左折はできず、福岡県・佐賀県境付近まで通行止めである。当路線を通り佐賀県みやき町に行くことは不可能。開通は未定。
水没旧道は、国道385号旧道（水没）と交差し、町域最南部の五ケ山地区を進む1.5 - 1車線ほどの狭隘路だった。現在の五ケ山ダムの湖底中央部を横断していた。なお、付替道路となる以前から七曲峠区間は通行止めであった。

#### 佐賀県三養基郡みやき町
七曲峠は福岡県区間が改良整備工事中のため全面通行止めであるが、峠から県境を越えて佐賀県側に入ると、すぐの所で他の町林道と交差連絡しており、ここから先は通行可能である。なお、ここから他の町林道で回り込んで国道385号現道（バイパスではない方）の福岡県・佐賀県県境付近地点まで行ける（迂回ルート）。
本道山間部は2車線未満で若干狭隘である。南方に向かい山を下りたところで長崎自動車道の下をくぐる。この交差地点の近くに中原バスストップがあり、この辺りからようやく2車線となる。長崎自動車道との交差地点・綾部神社を過ぎると平野部に入る。長崎本線の下をくぐり、中原橋交差点 - 三養基高校入口交差点間で国道34号と重複し、長崎本線中原駅前で終点となる。
平成30年7月豪雨により山間部で大規模な路面崩落があり当分の間この区間は全面通行止めであったが復旧している。令和元年8月の豪雨で再びこの区間が土砂崩れにより通行止めとなった。

### 峠
起点から
- 福岡県
  - 板屋峠（福岡市早良区）
  - 七曲峠（那珂川市 - 佐賀県三養基郡みやき町）
- 迂回ルートの近くには国道385号坂本峠（佐賀県三養基郡みやき町）がある（県道および迂回ルート経路上には無い）。